# Greenwich Park
Greenwich Park omfattar 73 hektar och är en av de kungliga parkerna i London. Den ligger på en kulle med imponerande utsikt över Themsen till Docklands och City of London, mellan Blackheath och Themsen. 
Greenwich Park rymmer flera historiska byggnader, bland annat Old Royal Observatory, Old Royal Naval College, National Maritime Museum och Queens House. Det har funnits en bosättning på denna plats sedan romartiden, men Greenwich har alltid varit starkt förknippat med kungligheter. Marken ärvdes 1427 av hertigen av Gloucester, bror till Henrik V, därefter har generationer av monarker tagit denna magnifika park till sina hjärtan. I Greenwich föddes Henrik VIII som introducerade rådjur till parken. Hans två döttrar Maria I och Elizabeth I var också födda här och hans son Edvard VI dog i Greenwich innan han nådde sitt sextonde födelsedag. I början av 1600-talet var parken anlagd i fransk stil med många planterade träd, av vilka en del finns kvar i dag. Jakob I gav slottet och parken till sin hustru, drottning Anne, som lämnat uppdraget till Inigo Jones att åt henne utforma ett hem som blev känt som Queen’s House. 
Charles II:s stora intresse för naturvetenskap resulterade i grundandet av The Royal Society år 1661. Sir Christopher Wren fick uppdraget att bygga Royal Observatory, kallat Flamsteed House efter den första kungliga astronomen John Flamsteed. Det utgör nu en del av National Maritime Museum. Idag är Greenwich ett världsarv och mest känd för Greenwich Mean Time. Under andra världskriget fanns luftvärnskanoner i Flower Garden och topparna på några av träden klipptes av för att bredda skottfältet. Bevis på detta kan fortfarande ses i den trunkerade formen av en del av träden. Efter kriget har parken restaurerats till sin forna glans.

## OS 2012
Greenwich Park var tävlingsområde för alla ridsportgrenar under de Olympiska spelen 2012. En temporär arena med cirka 20 500 platser byggdes upp på The Queen's Field, söder om Queen's House. Arenan användes för dressyr- och hopptävlingarna. Temporära stallar byggdes även upp. För fälttävlans terrängmoment byggdes en 6 kilometer lång terrängbana genom parken.